# HC Eynatten
Der Handball Club Eynatten-Raeren (HCER) ist ein Handballverein aus Eynatten in der Gemeinde Raeren, Teil der deutschsprachigen Gemeinschaft Belgiens. Der HC Eynatten-Raeren trägt seine Heimspiele in der Eynattener Sporthalle an der Lichtenbuscher Straße aus.

## Allgemeines
Der HC Eynatten wurde 1972 im belgischen Eynatten, einem Stadtteil der Gemeinde Raeren, als reiner Handballverein gegründet. Die Herrenmannschaft des Vereins wurde in den Jahren 2000 bis 2002 drei Mal belgischer Handballmeister und im Jahr 2003 Vizemeister. Der HC Eynatten wurde im Jahr 2000 belgischer Pokalsieger und erreichte 2006 erneut das Pokalfinale.
Im Jahr 2008 schlossen sich der HC Eynatten und der 1976 gegründete HC Raeren 76 zum neuen HC Eynatten-Raeren zusammen.

## Erfolge

### Saison 2018/2019
Die Kadetten (U18) des HC Eynatten-Raeren setzten sich am 19. Mai 2019 im Finale der Walloniemeisterschaft gegen den United Brussels HC mit 31:24 durch.
Die Damen des HC Eynatten blieben, trotz Niederlage gegen Antwerpen am letzten Play-down-Spieltag in der 1. nationalen Handballdivision der Damen. Ausschlaggebend dafür war die klare Niederlage des direkten Konkurrenten Overpelt.
Die 1. Herrenmannschaft des Vereins spielte in der Saison 2018/2019 in den Play-offs um den Aufstieg in die BeNe League, der höchsten Spielklasse, die die Besten Vereine Belgiens und der Niederlande vereint (BENE-League Handball). Den Aufstieg verpassten sie aber und verblieben dadurch in der 1. nationalen Handballdivision.

### Saison 2019/2020
Die 1. Herrenmannschaft spielt aktuell in den Play-downs gegen den Abstieg aus der 1. nationalen Handballdivision. Allerdings ist der Abstieg, wegen einer guten Ausgangslage eher unwahrscheinlich. Die Mannschaft verlor das Viertelfinale des Landespokals gegen den Ligarivalen Tournai mit 29:30.
In der regulären Saison erzielten die beiden Spieler Raphael Kötters und Eric Vreven jeweils 88 Tore, womit sie auf dem drittbeste Torschützen sind.
| Team                   | Punkte | Spieltage | Tordifferenz |
| ---------------------- | ------ | --------- | ------------ |
| Kreasa Houthalen       | 21     | 14        | +30          |
| HBC Apolloon Kortrijk  | 20     | 14        | +17          |
| Estudiantes HC Tournai | 15     | 14        | +16          |
| Olse Merksem HC        | 15     | 14        | +8           |
| HC Eynatten            | 13     | 14        | +4           |
| KV Sasja HC Hoboken    | 12     | 14        | −12          |
| DB Gent                | 10     | 14        | −8           |
| HC Vise BM 2           | 6      | 14        | −55          |

Die Play-downs beginnen am 25. Januar 2020.
| Team                | Punkte | Spieltage | Tordifferenz |
| ------------------- | ------ | --------- | ------------ |
| HC Eynatten         | 4      | 0         | 0            |
| KV Sasja HC Hoboken | 3      | 0         | 0            |
| DB Gent             | 2      | 0         | 0            |
| HC Vise BM 2        | 1      | 0         | 0            |

Die Damen stehen am 11. Spieltag der regulären Saison auf dem 6. Platz der 1. Division.
| Team                    | Punkte | Spieltage | Tordifferenz |
| ----------------------- | ------ | --------- | ------------ |
| HB Sint-Truiden         | 22     | 11        | +192         |
| HC Initia Hasselt       | 19     | 11        | +69          |
| DHW Antwerpen           | 17     | 11        | +74          |
| Femina Vise Herstal     | 13     | 11        | +17          |
| Achilles Bocholt        | 7      | 11        | −62          |
| HC Eynatten             | 4      | 11        | −84          |
| DHC Waasmunster         | 4      | 11        | −104         |
| HV Uilenspiegel Wilrijk | 2      | 11        | −102         |

Die Handballerinnen des HC Eynatten-Raeren haben an den letzten beiden Spieltagen ihre beiden Spiele verloren. Da die Vereine DHC Waasmunster, HV Uilenspiegel Wilrijk und der HC Eynatten-Raeren mit jeweils sechs Punkten punktgleich sind, wird eine „Minitabelle“ mit dem direkten Vergleich der drei Mannschaften erstellt. Hier belegt der HC Eynatten-Raeren den letzten Platz und muss dadurch als Tabellenletzter in die Play-down-Abstiegsrunde gehen.

## Sonstiges
Das sogenannte Ostbelgienderby ist ein Derby, das der HC Eynatten-Raeren gegen den Ktsv Eupen austrägt.